# 長崎市立認定こども園長崎幼稚園
長崎市立認定こども園長崎幼稚園（ながさきしりつにんていこどもえんながさきようちえん, Nagasaki City Nagasaki Kindergarten）は、長崎県長崎市魚の町にある公立幼稚園。

## 沿革

### 前身
- 1887年（明治20年）10月21日 - 尋常長崎女児小学校に幼稚科を付設。

### 開園
- 1893年（明治26年）
  - 4月1日[1] - 市立小学校統廃合に伴い、勝山町の旧尋常長崎女児小学校付設の幼稚科を長崎幼稚園と改称し、独立。
  - 9月16日 - 袋町（現 栄町）9番地に園舎を新築し、移転。この日を創立記念日に制定。
  - 10月1日 - 保育料10銭を徴収して開園。
    - 当時、園児147名は少数資産家の子女に限られていたため、長崎市会（長崎市議会の前身）でしばしば廃止をめぐって議論されていた。
- 1945年（昭和20年）8月9日 - 原爆投下で発生した火災の延焼により、袋町の園舎は全焼。
- 1946年（昭和21年）4月23日 - 今籠町（現 鍛冶屋町）の大音寺の一部を仮園舎として再開。
- 1948年（昭和23年）
  - 園章を改定。デザインは東京女子師範学校附属幼稚園（現 お茶の水女子大学附属幼稚園）の教職員及川ふみによるもの。
  - 園歌を制定。作詞 - 倉橋惣三 ／ 作曲 - オリーブカリー
- 1953年（昭和28年）
  - 2月24日 - 新園舎が袋町に完成。（木造2階建て6教室、収容人数130名）
  - 3月 - 大音寺から新園舎に移転し、再開。
  - 8月13日 - 袋町1番地で新築落成式を挙行。
- 1963年（昭和38年）11月1日 -　長崎市の住所表記変更に伴い、袋町が栄町（2番28号）となる。
- 1964年（昭和39年）頃 - 長崎市立長崎高等学校の新校舎建設に伴い、同高校の旧校舎に移転。
- 1965年（昭和40年）
  - 3月31日 - 栄町旧園舎跡地に長崎市立高等学校の新校舎が完成。
  - 4月5日 - 長崎市立高等学校の別館に移転。
- 1966年（昭和41年）
  - 9月30日 - 魚の町1番16号の元中央保健所跡（現在地）に新園舎が完成。
  - 10月3日 - 新園舎で保育を開始。
- 1993年（平成5年）9月18日 - 創立100周年記念式典を挙行。
- 2017年（平成29年）4月1日 - 認定こども園に移行し「長崎市立認定こども園長崎幼稚園」に改称[2]。

## 教育目標
- 「生・光・輝」

## 園歌
- 3番まであり、各番とも「長崎幼稚園」で終わる。

## アクセス
- 最寄りの電停
  - 長崎電気軌道
    - 桜町電停より徒歩5 - 10分
    - 市民会館電停より徒歩5 - 10分
- 最寄りのバス停
  - 長崎バス・県営バス　市役所前バス停より徒歩5 - 10分
- 最寄りの道路
  - 国道 - 国道34号
  - 交差点 - 興善町交差点、賑町交差点

## 周辺
- 長崎女子商業高等学校
- 長崎市立桜町小学校
- 長崎市役所
- 長崎市立図書館
- 長崎市公会堂
- 長崎警察署
- 長崎市消防局中央消防署
- 桜町郵便局
- 中島川